# Let It Rain (Gotthard)
Let It Rain è il primo singolo estratto da Open, il quarto album in studio della rock band svizzera Gotthard. È stato pubblicato nell'ottobre del 1998, circa tre mesi prima dell'uscita dell'album.
Il singolo ha raggiunto la posizione numero 10 della classifica svizzera nel 1998. In seguito alla prematura morte del cantante Steve Lee, nel 2010, il pezzo è rientrato in classifica, alla posizione numero 15.

## Tracce
Tutte le canzoni sono state composte da Steve Lee, Leo Leoni e Chris von Rohr.
CD-Maxi Ariola 74321-63278-2
1. Let It Rain – 4:36
2. Cheat & Hide (Special 7-After-Midnight-Rough-Mix) – 3:58

## Classifiche
| Classifica (1998) | Posizione massima |
| ----------------- | ----------------- |
| Svizzera          | 10                |